# Canon Inc.
Canon Inc. (キャノン株式会社, Kyanon Kabushiki Gaisha) is een Japanse producent van een veelheid aan optische en elektronische apparatuur waaronder fotocamera's, videocamera's, printers, kopieerapparaten en medische apparatuur. Het hoofdkantoor is gevestigd in Ota, Tokio. De aandelen Canon staan genoteerd op de Tokyo Stock Exchange en maakt deel uit van de Nikkei 225 aandelenindex. Het bedrijf heeft ook een beursnotering aan de New York Stock Exchange.

## Naam
Van oorsprong heette het bedrijf "Seikikōgaku kenkyūsho Precision Optical Industry Co. Ltd." In 1934 produceert het bedrijf de Kwanon, een prototype voor Japans eerste 35mm camera met een spleetsluiter. In 1947 werd de naam veranderd in de Canon Camera Co. Inc., verkort tot Canon Inc. in 1969. Deze naam is een verengelsing van de bodhisattva Guanyin ("Kannon" in het Japans).

## Geschiedenis
Het fundament van Canon werd in de jaren dertig gelegd met de oprichting van het Precision Optical Instruments Laboratory in 1933. Takeshi Mitarai, Goro Yoshida, Saburo Uchida en Takeo Maeda werkten in de beginjaren aan het ontwikkelen van een 35mm-camera, geïnspireerd door het Duitse Leica. Aangezien het jonge bedrijf niet zelf in staat was de benodigde optica te produceren, werden Nikkor-lenzen gekocht van Nippon Kogaku K.K. (het latere Nikon).
Na de introductie van de Kwanon breidde Canon haar werkgebied in de jaren veertig en vijftig uit. Zo werd geëxperimenteerd met indirecte fotografie door middel van röntgenstraling en werden meerdere lenzen en camera's voor de film- en televisie-industrie op de markt gebracht. In 1961 kwam de Canon 7 op de markt, de eerste meetzoekercamera van Canon terwijl ondertussen met de Canonflex ook een spiegelreflexcamera aan het aanbod was toegevoegd.
In het midden van de jaren zestig bereikte de through-the-lens-techniek voor het eerst het grote publiek. Canon speelde daarop in met de Canon Pellix, een spiegelreflexcamera met een halfdoorlatende vaste spiegel. Deze camera maakte gebruik van de nieuwe FL-lensvatting.

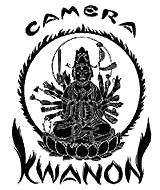
Logo uit 1934
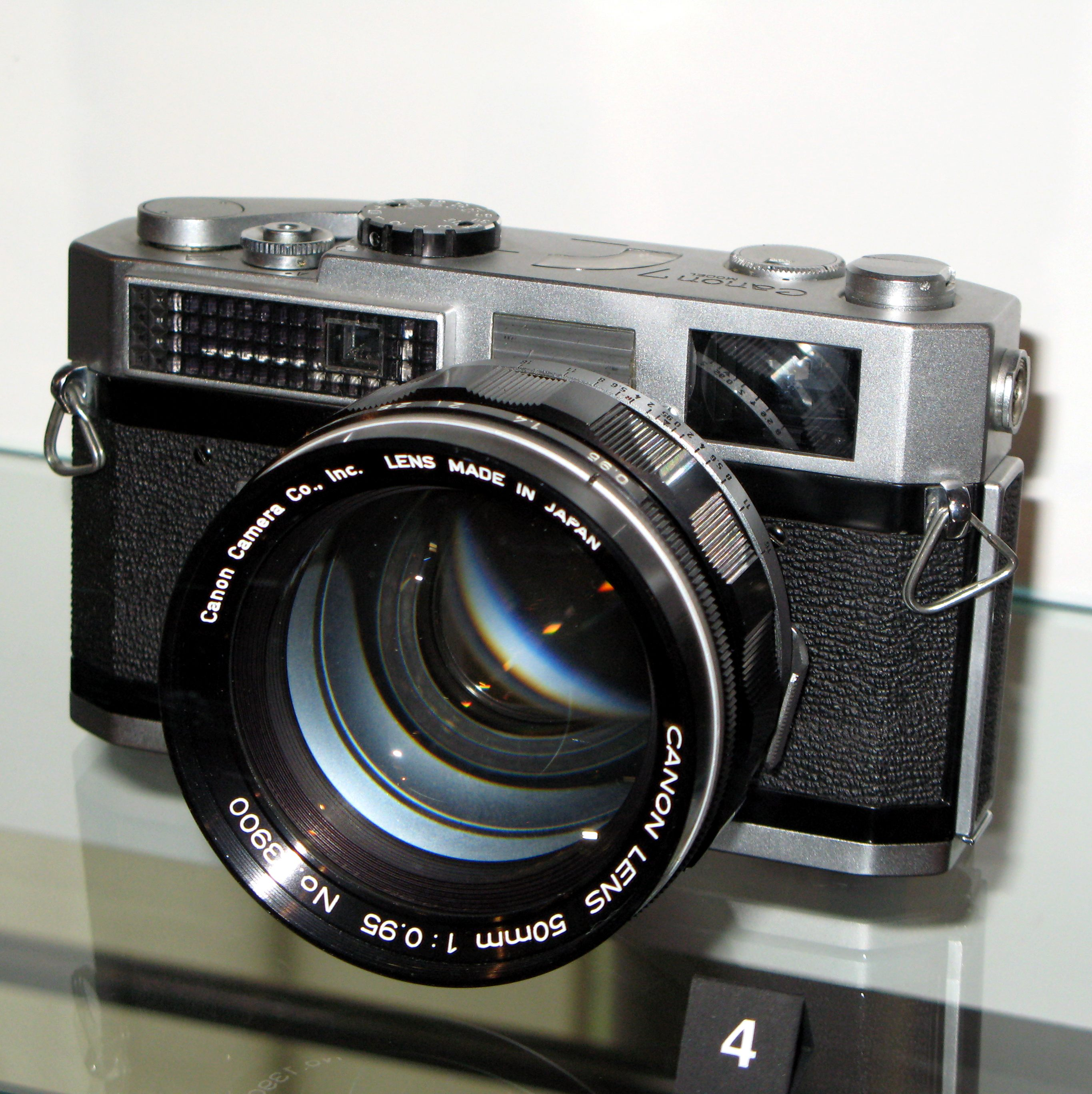
Canon 7
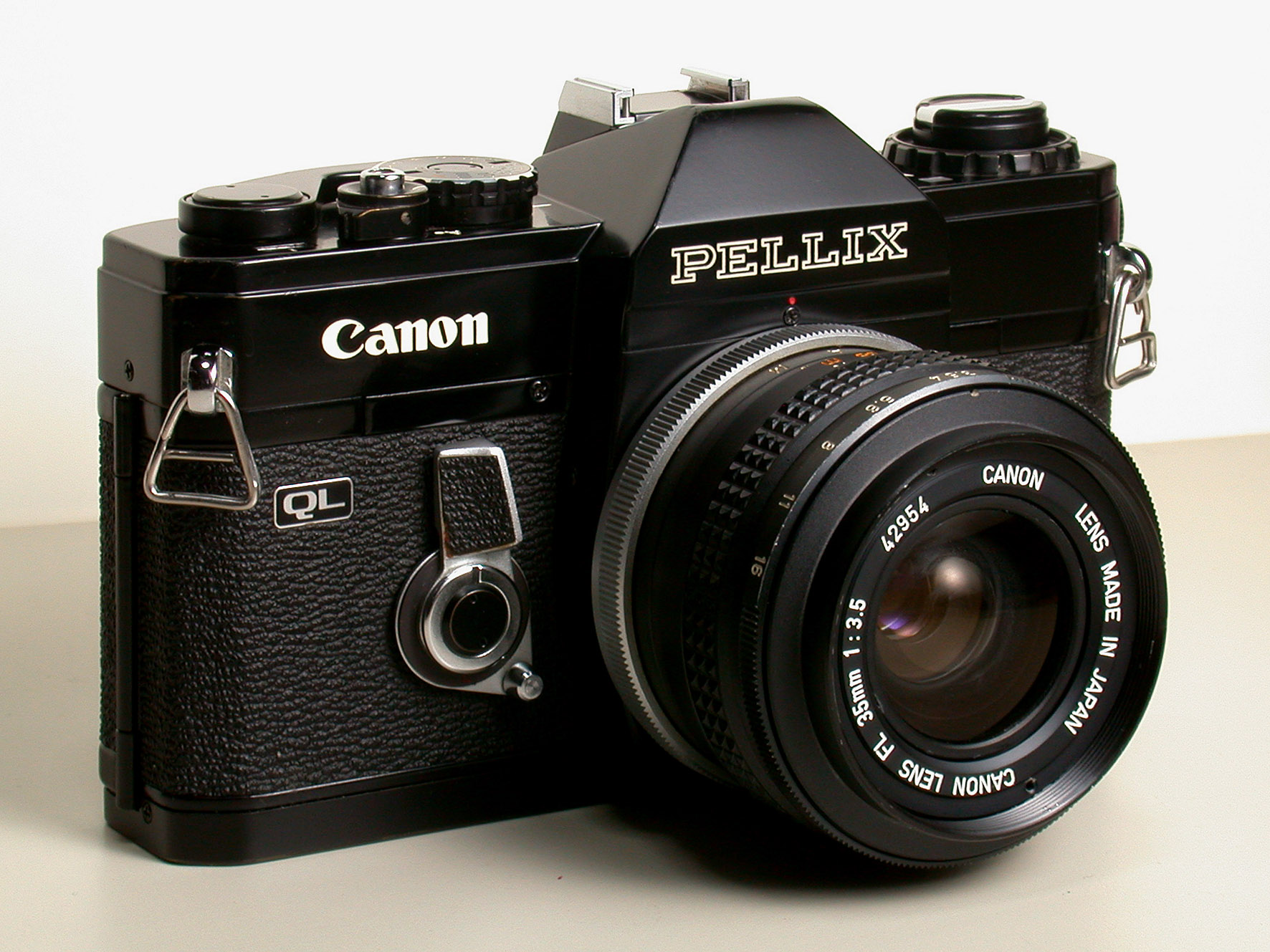
Canon Pellix
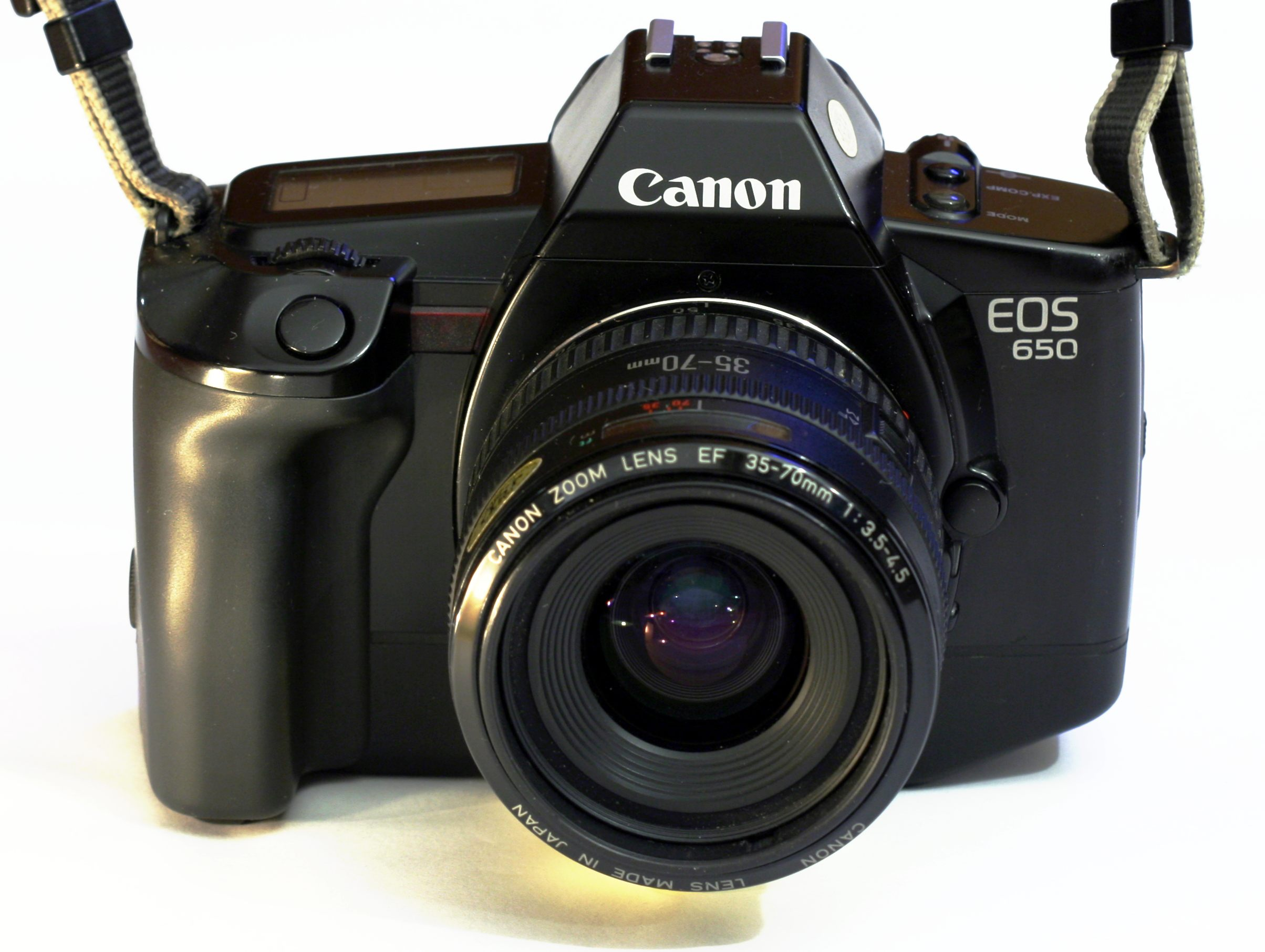
Canon EOS 650
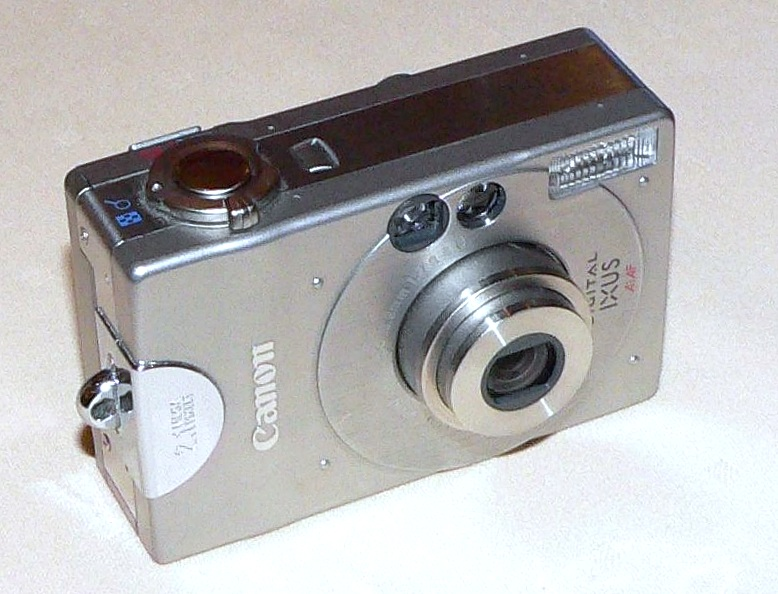
Canon Ixus

In 1971 zette Canon een nieuwe belangrijke stap met de introductie van de F-1, de eerste Canon spiegelreflexcamera specifiek gericht op de professionele markt. Samen met dit nieuwe topmodel werd de FD-lensvatting geïntroduceerd. Een van de belangrijkste camera's uit deze periode zou de AE-1 worden. Nooit eerder was een spiegelreflexcamera voorzien van een microprocessor en dankzij een grote advertentiecampagne verkocht Canon meer dan een miljoen exemplaren, destijds een record.
In 1982 werd in samenwerking met National Geographic een grote campagne opgezet omtrent een nieuwe lijn inkjetprinters die voor het eerst waren voorzien van zogenaamde Bubblejet-technologie.
In 1987 zette Canon een volgende belangrijke stap met de komst van de EF-lensvatting. Deze werd zij aan zij gelanceerd met de EOS-familie (Electro-Optical System), een nieuwe generatie spiegelreflexcamera's met de EOS 650 als boegbeeld. Met de komst van de Canon PowerShot 600 in 1992 betrad het de nieuwe markt van de digitale fotocamera. De eerste digitale filmcamera van Canon kwam in 1997 op de markt. In 2003 werd de EF-S-lensvatting op de markt gebracht als toevoeging aan de bestaande EF-lenzen. Lenzen met deze vatting konden uitsluitend gebruikt worden op camera's voorzien van een APS-C-sensor.
Om zijn positie op het gebied van kantoorapparatuur verder te versterken deed Canon in 2009 een bod van 730 miljoen euro op het Nederlandse bedrijf Océ. In maart 2010 verkreeg Canon de gewenste meerderheid in het bedrijf, om de aankoop vervolgens eind 2011 compleet af te ronden.
In maart 2016 kocht Canon de medische divisie van Toshiba voor 5,3 miljard euro. Canon wordt hiermee ook actief op de markt van geavanceerde medische apparaten waaronder MRI-scanners. Canon moet schulden aangaan om de acquisitie te kunnen betalen. Canon troefde landgenoot Fujifilm af die ook in de divisie was geïnteresseerd.

## Bedrijfsstructuur
Het wereldwijde hoofdkantoor van Canon staat in Tokio. Regionale hoofdkantoren zijn verder te vinden in Amerika, Europa, het Midden-Oosten, Afrika, Japan, Azië en Oceanië. Volledige dochterondernemingen zijn Canon Europa N.V. (Amstelveen) en Canon Europe Ltd. (Uxbridge, Verenigd Koninkrijk).
Het bedrijf is opgedeeld is vier onderdelen:
- Office Business Unit is verantwoordelijk voor de kopieermachines, digitale printers, grootformaatprinter, laser printers en all-in-one-apparaten;
- Imaging Business Unit producent van zendapparatuur, calculators, compacte camera's, spiegelreflexcamera's, videocamera's, afbeeldingenscanners en inkjet printers;
- Medical Business Unit maakt producten voor de medische markt zoals magnetic resonance imaging (MRT) en röntgenstralers;
- Industry and Other Business Unit: verantwoordelijk voor computerterminals, LCD-apparatuur, medische optische apparatuur, micro-motoren en halfgeleiders.

In 2018 behaalde de Office Business Unit bijna de helft de totale omzet en was de Imaging Business Unit goed voor een kwart van de omzet. De Medical Unit had een aandeel in de omzet tussen de 10 en 15% en hetzelfde geldt voor Industry and Other Business Unit. De omzet is evenwichtig verdeeld over de vier belangrijkste regio's, Japan, Europa, Noord- en Zuid-Amerika en Azië. Ze dragen allen voor een kwart bij aan de omzet. Canon geeft jaarlijks ongeveer 8% van de omzet uit aan Onderzoek & Ontwikkeling.

### Producten
Voor de particuliere markt maakt Canon onder andere printers, scanners, verrekijkers, compactcamera's, analoge en digitale spiegelreflexcamera's, lenzen en video camcorders. De zakelijke afdeling biedt bedrijven print- en opslagproducten zoals multifunctionele printers, kleurenprinters, groot-formaat-printers, scanners, productie-printers. Minder bekende zijn de medische apparatuur, televisiecamera's en halfgeleiders van Canon.

#### Digitale camera's
Momenteel biedt Canon drie lijnen digitale fotocamera's aan, EOS, Ixus en Powershot. De EOS-lijn werd in 2012 uitgebreid met een spiegelloze productlijn die van de aangepaste EF-M-lensvatting gebruikmaakt.

#### Digital Cinema
In 2011 introduceerde Canon de EOS Cinema, een nieuwe lijn (semi-)professionele videocamera's die - net als de spiegelreflexcamera's - van lens kunnen wisselen.

#### Multifunctionele kopieerapparaten
Canon grootste divisie qua omzet is die van de kopieerapparaten. Voor consumenten worden producten uitgebracht onder de imageCLASS-lijn terwijl voor bedrijven de naam imageRUNNER in het leven is geroepen. Laatstgenoemde behelst een zeer breed palet van kleine all-in-one printers tot grote digitale drukkerij-installaties.

#### Printers
Hoewel de printerdivisie te lijden heeft gehad van concurrentie is dit nog altijd een belangrijke markt voor Canon. Ook hier worden zeer diverse producten gemaakt, van compacte A4 printers tot grootformaatprinters.

#### Rekenmachines
canon maakt vooral rekenmachines gericht naar een cliënteel die geen ingewikkelde berekening uitvoert.

#### Flitsers
Als ondersteuning van de fotografiedivisie produceert Canon een lijn flitsers geschikt voor hun digitale spiegelreflexcamera's. Naast instapversies als de Speedlite 90EX verkoopt Canon ook professionele exemplaren als de Speedlite 600EX-RT en gespecialiseerde macro-flitsers.

#### Scanners
Canon produceert allerhande scan-apparatuur zoals flatbedscanners, filmscanners en documentenscanners voor zowel privé- als zakelijk gebruik.